# Peters (Berlijn)
Peters is een historisch merk van motorfietsen.
De bedrijfsnaam was: Peters, Steingruber & Co., Berlin.
Peters was een klein Duits motormerk dat slechts één jaar bestond (1924). Men bouwde een klein aantal 124 cc tweetakten.
Vanaf ca. 1923 ontstonden in Duitsland honderden en alleen al in Berlijn tientallen kleine bedrijfjes die zich stortten op de productie van lichte, betaalbare motorfietsen. Daardoor was de concurrentie enorm en de overlevingskans klein, temeer omdat grote bedrijven die tijdens de Eerste Wereldoorlog oorlogsproductie hadden gedraaid zich door het Verdrag van Versailles op andere producten moesten richten en daarvoor motorfietsen kozen. De voormalige vliegtuigmotorenfabriek BMW deed dat, maar ook de ontstekerfabriek Zündapp. De kleine merkjes konden geen dealernetwerk opbouwen en waren bovendien afhankelijk van de grotere merken, die inbouwmotoren moesten leveren. Daardoor verdwenen ze al snel van de markt.